# Zabelia buddleioides
Zabelia buddleioides är en kaprifolväxtart som först beskrevs av William Wright Smith, och fick sitt nu gällande namn av Kiyotaka Hisauti och H. Hara. Zabelia buddleioides ingår i släktet Zabelia och familjen kaprifolväxter. Inga underarter finns listade i Catalogue of Life.